# Presidentvalet i USA 2000
Presidentvalet i USA 2000 hölls den 7 november 2000 över hela USA. Valet stod mellan den demokratiske vicepresidenten Al Gore från Tennessee och den republikanske guvernören George W. Bush från Texas och son till tidigare presidenten George H.W. Bush. Bush vann valet.
Bush vann valet efter en utdragen röstsammanräkning och blev USA:s 43:e president efter att ha fått fem elektorsröster fler än motståndaren Gore som däremot fick flest röster av folket. Röstsammanräkningen av folkets röster avslutades så sent som den 7 december 2000 då Högsta domstolen beslutade att den första räkningen var slutgiltig. Därmed säkrade Bush delstaten Florida och segern i presidentvalet. 
Totalt sett kom presidentvalet 2000 att bli ett av de mest omtalade och kontroversiella i amerikansk historia. Det var första gången på över hundra år som en kandidat valdes till president utan att ha fått fler röster än motståndaren. Sammanlagt har det bara inträffat fem gånger sedan den amerikanska grundlagen skrevs: 1824, 1876, 1888, 2000 och 2016.

## Händelseförloppet
I juni 1999, under sin tid som guvernör i Texas, meddelade Bush sin kandidatur för att bli USA:s nästa president. Han beskrev sig som "medkännande konservativ" och lovade att sänka skatterna, förbättra skolan och sjukförsäkringssystemet samt betonade att han ville bedriva en politik som tänkte på de svaga i samhället. Bush menade också att det var tid för USA att minska sina militära åtaganden utomlands. I primärvalet i New Hampshire förlorade Bush mot senatorn John McCain, men vann sedan 9 av 13 stater under supertisdagen den 7 mars, vilket säkrade positionen som republikanernas presidentkandidat. Bush valde före detta försvarsministern Dick Cheney som sin vicepresidentskandidat.
Den sittande vicepresidenten Gore säkrade tidigt sin position som demokraternas kandidat i partigruppsmöten och primärval vårvintern 2000. Gore lovade att förbättra sjukvården och utbildningssystemet, genomföra skattesänkningar för medelklassen samt att bedriva en mer restriktiv vapenpolitik. Gore poängterade också att han ville bedriva en politik som satte familjen i fokus. I moraliska frågor hade Gore en förhållandevis liberal inställning vilket han dock kom att tona ner för att inte stöta sig med konservativa väljare. Till sin vicepresidentkandidat valde han i augusti senator Joseph Lieberman från Connecticut.
Valkampanjen kom att domineras av inrikespolitik där välfärd, utbildning, skatter och moraliska frågor fick stort utrymme. Den sittande presidenten Bill Clintons Lewinskyaffär användes mot demokraterna och Bush talade om att han ville återställa värdigheten i Vita Huset. Gore försökte konsekvent att friställa sig från Clinton för att på så vis undvika underläge i dessa frågor. Samtidigt ifrågasatte Gore och demokraterna om Bush hade tillräcklig politisk erfarenhet för ämbetet som president.
På valdagen den 7 november 2000 stod det snart klart att Florida skulle få en vågmästarroll för valets utgång. Klockan 19:50(EST), 10 minuter innan vallokalerna stängde presenterades vallokalsundersökningar som visade att Gore vunnit i Florida och Gore utropades som segrare i presidentvalet. I rösträkningen i delstaten tog dock Bush tidigt en stor ledning och 2 timmar senare flyttades Florida tillbaka som en osäker delstat. Under natten när 85 procent av rösterna räknats i Florida hade Bush en ledning på 100.000 röster och han utropades som segrare. Gore erkände sig besegrad, men tog tillbaka det uttalandet mindre än en timme senare då fler valkretsar räknats och det visade sig att Bushs försprång hade krympt till 2000 röster. När samtliga röster räknats klart hade Bush vunnit med 537 röster men det jämna resultatet medförde att det beslutades att rösterna skulle räknas om manuellt.
Presidentvalet togs under röstomräkningsprocessen upp i USA:s högsta domstol, som den 12 december med rösterna 7 mot 2 tog beslutet att deklarera omräkningen som icke konstitutionell. Det beslutades även med 5 röster mot 4 att Florida kunde certifiera sina röster vilket resulterade i att omräkningen stoppades. Motiveringen var att bristen på en vald president hade resulterat i en konstitutionell kris. I och med Floridas 25 elektorsröster fick Bush 271 elektorsröster mot Gores 266 och vann i 30 av de 50 delstaterna. Han fick stöd av 47,9 procent av väljarna medan Gore fick 48,4 procent av väljarnas röster. I och med att Bush fick flest Elektorsröster vilka är avgörande i USA:s presidentval vann han valet. 
Bush installerades som USA:s 43:e president den 20 januari 2001.

## Efterspel
Efter valet utfördes en omfattande sexmånadersstudie av en grupp respekterade medier, bland annat New York Times, Washington Post och CNN. De tittade på vad som skulle ha hänt om Florida hade fortsatt att räkna om sina röster manuellt och kom fram till att Bush ändå skulle ha vunnit.
Presidentvalet 2000 kom också att omfattas av anklagelser om valfusk. Detta gällde framförallt delstaten Florida, vars elektorsröster avgjorde valet. Anklagelserna innefattade förvirrande röstningsmetoder, defekta röstningsmaskiner, felaktiga poströster från militärer utomlands samt att man hindrat röstberättigade från att rösta. Bland andra organisationen Human Rights Watch har påpekat att en stor andel av Floridas svarta befolkning inte har någon rösträtt då delstatens lagar förbjuder personer som suttit i fängelse för svårare brott (s.k. felony) från att delta i val och att detta hade betydelse för valresultatet. HRW uppskattade att 31,2 procent av de svarta männen i Florida, motsvarande ungefär 200 000 röster, inte hade rätt att rösta vid valet 2000. Sådana lagar finns också i andra av USA:s delstater, och över hela landet uppskattades 3,9 miljoner inte få rösta på grund av att de begått mer eller mindre allvarliga brott. Av dessa hade 1,4 miljoner avtjänat sitt straff.
För att undvika de problem som förekom i samband med presidentvalet 2000 skrevs en ny lag, 'Help America Vote Act'  vilken kom att träda i kraft under oktober 2002. Lagen innefattade att det skulle skapas en valassistanskommission för att assistera den federala administrationen av valen, att 'punch-card'-valsystemet vilka gett upphov till defekta röstsedlar skulle ersättas samt att valstandarder skulle etableras.

## Resultat
| Kandidat        | Medkandidat      | Parti              | Röster      | %      | Elektorsröster |
| --------------- | ---------------- | ------------------ | ----------- | ------ | -------------- |
| George W. Bush  | Dick Cheney      | Republikanerna     | 50 460 110  | 47,9 % | 271            |
| Al Gore         | Joseph Lieberman | Demokraterna       | 51 003 926  | 48,4 % | 266            |
| Ralph Nader     | Winona LaDuke    | Green Party        | 2 882 955   | 2,7 %  | 0              |
| Pat Buchanan    | Ezola B. Foster  | Reform Party       | 448 895     | 0,4 %  | 0              |
| Harry Browne    | Art Olivier      | Libertarian Party  | 384 431     | <0,4 % | 0              |
| Howard Phillips | Curtis Frazier   | Constitution Party | 98 020      | 0,1 %  | 0              |
| John Hagelin    | Nat Goldhaber    | Natural Law/Reform | 83 714      | <0,1 % | 0              |
| Övriga          |                  |                    | 51 186      | <0,1 % | 0              |
| Totalt          |                  |                    | 105 417 258 | 100 %  | 537            |

Endast 537 elektorröster totalt istället för 538 därför att en elektor i D.C. lade ner sin röst i protest för att distriktet hon representerade inte har representation i den amerikanska kongressen, eftersom bara delstater får delta.

## Kandidatnominering

### Demokraternas nominering
Anmälda kandidater:
- Bill Bradley från New Jersey, tidigare senator
- Al Gore från Tennessee, vicepresident under Clinton

Under demokraternas konvent valdes Gore som kandidat. Han valde i sin tur senatorn Joseph Lieberman från Connecticut som medkandidat.

### Republikanernas nominering
Anmälda kandidater:
- Lamar Alexander från Tennessee, utbildningsminister under George H.W. Bush, och innan det guvernör i sin hemstat
- Gary Bauer från Kentucky, biträdande utbildningsminister under Reagan
- George W. Bush från Texas, guvernör
- Elizabeth Dole från North Carolina, transportminister under Reagan och arbetsmarknadsminister under George H.W. Bush
- Steve Forbes från New York, ägare av Forbes Inc.
- Orrin Hatch från Utah, senator
- John Kasich från Ohio, representant från Ohios 12:e distrikt
- Alan Keyes från Maryland, tidigare ambassadör
- John McCain från Arizona, senator
- Dan Quayle från Indiana, vicepresident under George H.W. Bush
- Robert C. Smith från New Hampshire, senator (tog tillbaka sin anmälan och lämnade partiet)

Republikanernas konvent
1. George W. Bush 2038 röster
2. Alan Keyes 2 röster
3. John McCain 1 röst

Bush valde tidigare försvarsministern Dick Cheney som medkandidat.